# باشگاه مشتریان

باشگاه مشتریان، بهانه‌ای برای پل ارتباطی با مشتریان

باشگاه مشتریان در اثر گردآوردن مشتریان یک مجموعه کنار هم و ثبت اطلاعات آن‌ها به وجود می‌آید. اطلاعات آن‌ها که در یک بانک اطلاعاتی ثبت شده و می‌توان برای آن‌ها برنامه ریزی مدون انجام داد. بستری برای رفع نیازهای مشتریان، توجه ویژه به آن‌ها و مدیریت صحیح ارتباط با مشتریان. ابزار نسبتاً جدیدی که توسط برخی از شرکت‌های تجاری استفاده می‌شود، مشتریان فعلی و آینده نگر را با انگیزه‌هایی ویژه‌ای برای پیوستن به این باشگاه تشویق می‌کنند.

## تعریف
همانند تعریف باشگاه که در مفهوم کلی به معنای گردآمدن گروهی از افراد در یک تشکل منسجم است باشگاه مشتریان نیز به معنای گردآمدن مشتریان یک مجموعه/برند تجاری در کنارهم گفته می‌شود. البته نباید آن را با باشگاه‌های ورزشی و ... اشتباه گرفت چون اساساً این گروه توسط مجموعه‌هایی نظیر فروشگاه‌های زنجیره‌ای، فروشگاه‌های پوشاک، بانک‌ها و ... شکل می‌گیرد که عملکردی متفاوت با باشگاه به مفهوم عام دارد.
باشگاه مشتریان برای تأمین نیازها و ایجاد منافع بیشتر مشتریان در برندهای تجاری شکل می‌گیرد. گردآمدن مشتریان در یک تشکل ارزش مشتریان را بیشتر نموده و حس وفاداری آن‌ها را به مجموعه‌ها نیز بیشتر کند. معمولاً باشگاه مشتریان همراه با اجرای برنامه وفاداری خواهد بود.
باشگاه مشتریان دارای ویژگی‌های مختلفی است از جمله: ارتباط بر پایه گفتگو، ارزش گرا بر پایه ایجاد منافع مادی و غیر مادی که هدف آن ایجاد یک رابطه عاطفی بین مشتری و عرضه‌کننده خدمات/کالا است که البته با رفتار اعضاء شکل خواهد گرفت، و کمک می‌کند به اینکه آن را از سایر موارد مشابه مانند باشگاه‌های تفریحی، تخفیفی، وفاداری و ... متمایز نماید.
باشگاه‌های مشتریان هدفمند بوده و برنامه‌های منظم و پیوسته‌ای جهت مشتریان دارد. یکی از اهداف آن در جهت فروش بیشتر و کسب منافع برای دو طرف است. پس از جمع‌آوری اطلاعات مشتریان، باشگاه از سلایق، علاقه‌مندی و درخواستهای آن‌ها اطلاع یافته و به وسیلهٔ آن آینده مجموعه‌های تجاری را ترسیم و بهینه می‌کند. تولیدات، خدمات و سایر فعالیت‌های هر مجموعه‌ای با استفاده از اطلاعاتی که از این بخش بدست می‌آید، می‌تواند توسعه یافته و در جهت رضایت مشتریان گام بردارد.
معمولاً پس از ایجاد و گردهم آمدن مشتریان در کنارهم، باشگاه مشتریان پیش برنده اهداف برنامه وفاداری خواهد بود. به این مفهوم که اعضا ارزش‌های افزوده‌ای کسب می‌کنند که سایر مشتریان از آن‌ها بی بهره‌اند. البته می‌توان باشگاه مشتریان ایجاد کرد و برنامه وفاداری نداشت. این امر باعث تنزل یک باشگاه مشتریان در حد عضویت ساده می‌شود. و یا اینکه برنامه وفاداری داشت ولی باشگاه مشتریان را ایجاد نکرد. ولی همیشه این دو مقوله می‌توانند در کنار هم بسیار موفق تر باشند. عملکردی که مرتبط با بخش مدیریت ارتباط با مشتری نیز شناخته می‌شود.

## اهداف
شاید مهم‌ترین هدف باشگاه مشتریان ایجاد ارتباط دو سویه با مشتری و ایجاد منافع مشترک است. تکرار خرید مشتری به همراه رضایت او از مجموعه تجاری. پر واضح است که راضی بودن مشتریان وابسته به عملکرد مجموعه تجاری است. بنابراین باشگاه مشتریان با استفاده از اطّلاعات جمع‌آوری شده می‌تواند آینده را ترسیم کرده و از دیدگاه اعضاء بهره ببرد و فروش خود را نیز بیشتر نماید. این کار باعث ایجاد رضایت مشتری، منافع بیشتر برای مشتری و همچنین فروش بیشتر برای مجموعه تجاری و در نتیجه رضایت طرفین خواهد شد. اصطلاح معروف برنده برنده
از دیگر اهداف مهم ایجاد باشگاه مشتریان در مجموعه‌ها، مقوله داده کاوی (data mining) اعضاست. با امکان فراهم شده در یک باشگاه مشتریان می‌توان از پردازش اطلاعات فروش و اطلاعات مشتریان در کنارهم بهره برد. به‌طور مثال از رنج سنی، تحصیلاتی، منطقه سکونت، جنسیت و... خریداران مطلع گشت و بر اساس آن داده‌های با ارزشی از بخش فروش/خدمات بدست آورد. مثلاً متوجه شد که یک کالای خاص برای چه گروهی از مشتریان و با چه اطلاعات دموگرافیکی مناسبتر است. یا اینکه در چه ساعاتی از روز چه اقشاری برای خرید از مجموعه‌های تجاری اقدام می‌کنند و یا اینکه پراکندگی مشتریان بر اساس معیارهای مختلف فروش به چه میزان است. حتی در موارد پیشرفته تر می‌توان با استفاده از نظرسنجی از سایر خصوصیات نظیر علایق و سلایق مشتریان اطلاع یافت و با کمک آن به ارائه خدمات/کالاهای پرفروشتر روی آورد.

## راهبری

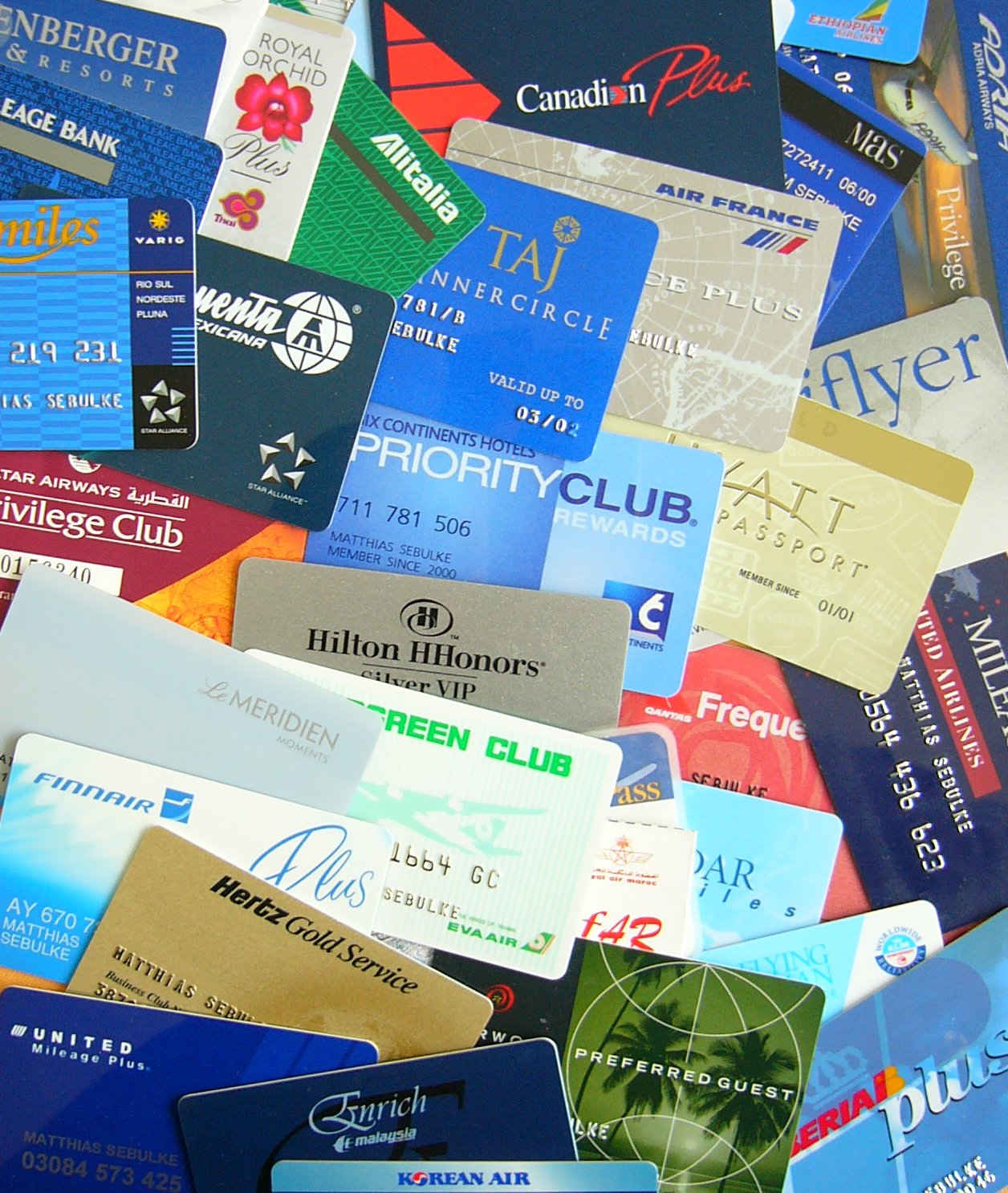
کارتهای معرف باشگاه مشتریان

باشگاه مشتریان پس از شکل‌گیری باید تفاوتی بین افرادی که عضو این باشگاه هستند و دیگر مشتریان قائل شود. بنابراین هر فردی که از مجموعه خرید می‌کند لزوماً نباید عضو باشگاه شود. حضور داوطلبانه و ایجاد حداقل‌های شرایط عضویت (مثلاً خرید به میزان تعیین شده)، یکی از مهم‌ترین سیاست‌های اجرای باشگاه مشتریان و عضوگیری است. زیرا داشتن اعضای فراوان نشانگر موفق بودن باشگاه نیست. بلکه باید اعضای باشگاه، فعال- آگاه و از اینکه عضو باشگاه مشتریان هستند خرسند باشند.
چگونگی راهبری باشگاه مشتریان بسیار پراهمیت تر از داشتن چنین تشکلی است. اگر باشگاهی ایجاد شود و خدمات متناسب و وابسته به مشتریان ایجاد نشود، از اهداف آن فاصله می‌گیرد. شاید به راحتی بتوان تضمین کرد که اگر درست و با برنامه پیش رفت به فروش بیشتر و سود فراوان تر خواهد رسید. نتیجه‌ای که هدف نهایی ایجاد باشگاه مشتریان برای مجموعه‌های اقتصادی است.

### انواع باشگاه
معمولاً تشکیل سطوح مشتری و تفکیک در بین اعضا می‌تواند نوع باشگاه را متفاوت نماید: برخی باشگاه‌های مشتریان در یک سطح پایه‌گذاری و اداره می‌شوند، این باشگاه‌ها به تمام اعضای باشگاه مشتریانشان به یک دید نگاه می‌کنند و بدین ترتیب رفتار مشابه‌ای با تمام اعضای باشگاه دارند.
برخی نیز پس از مدتی اعضا باشگاه را به دسته‌های مختلف تفکیک می‌کنند، تا برای اعضای فعالتر خدمات بهتری فراهم کرد. باشگاه مشتریان همزمان با بزرگتر شدن می‌تواند دسته‌بندی بین اعضا ایجاد کرده و خدمات را برای هر دسته متفاوت تعریف نماید. ایجاد گروه مشتریان خیلی مهم (VIP) می‌تواند پس از شکل‌گیری اولیه باشگاه مشتریان و بررسی رفتار مشتریان، انجام پذیرد. این نوع باشگاه که به باشگاه مشتریان افراد خیلی مهم(VIP Club) معروف است، برخی اوقات از ابتدا مورد نظر ایجاد کنندگان باشگاه‌است.
در خیلی از باشگاه‌ها هم از همان ابتدا، می‌توان مشتریان را به دسته‌های مختلفی تفکیک کرد و برنامه و خدمات خاصی برای هر گروه از آن‌ها داشت. این تفکیک معمولاً به میزان خرید مشتری و جایگاه او بر می‌گردد. ایجاد اشتراک و دسته‌های: اولیه، نقره‌ای، طلائی و پلاتینیوم بر اساس همین نگاه شکل می‌گیرد. تفکیک مشتریان می‌تواند با نگاه‌های متفاوتی بسته به هر تجارت پایه‌گذاری شود. در اجرای چنین عملکردی مسلماً مشاور خوب و با تجربه تضمین‌کننده موفقیت پروژه‌است.